# Oratorium van de Heilige Jozef (Montréal)
Het Oratorium van de Heilige Jozef van Mont-Royal (Engels: Saint Joseph's Oratory of Mount Royal, Frans: Oratoire Saint-Joseph du Mont-Royal) is een rooms-katholieke basiliek op de noordelijke helling van de Mont Royal in de Canadese stad Montreal. Het oratorium is het grootste kerkgebouw van Canada en de koepel is na die van de Sint-Pietersbasiliek de grootste ter wereld.
De basiliek werd gebouwd onder leiding van André Bessette, beter bekend als broeder André en door hem gewijd aan Jozef van Nazareth, die als heilig wordt beschouwd in het Rooms-katholicisme en aan wie de broeder naar eigen zeggen al zijn wonderen (met name genezingen) te danken had. Duizenden pelgrims, waaronder ook veel protestanten, kwamen voor deze genezingen naar hem toe. De genezingen werden door Paus Johannes Paulus II authentiek verklaard en in 1982 werd Bessette hiervoor zalig verklaard.

## Bouw
André Bessette begon in 1904 met de bouw van een kleine kapel op de hellingen van de Mont-Royal nabij de middelbare school Collège Notre-Dame du Sacré-Coeur. Deze bleek ondanks dat deze werd uitgebreid al snel te klein en in 1917 liet hij daarop daarop de La Cryptekerk bouwen met duizend zitplaatsen. Deze kerk werd in neoclassicistische stijl ontworpen door de architecten Dalbé Viau en Alphonse Venne. In 1924 werd de basiliek in aanbouw ingewijd. Broeder André zelf stierf in 1937. Dat jaar, Venne was inmiddels ook overleden, kreeg Dom Paul Bellot de opdracht de basiliek te voltooien. Hij voorzag de kerk van de enorme koepel en bracht enkele wijzigingen aan in het interieur, waarbij met name de betonnen veelhoekige bogen opvallen. Pas in 1967 werd de basiliek voltooid.

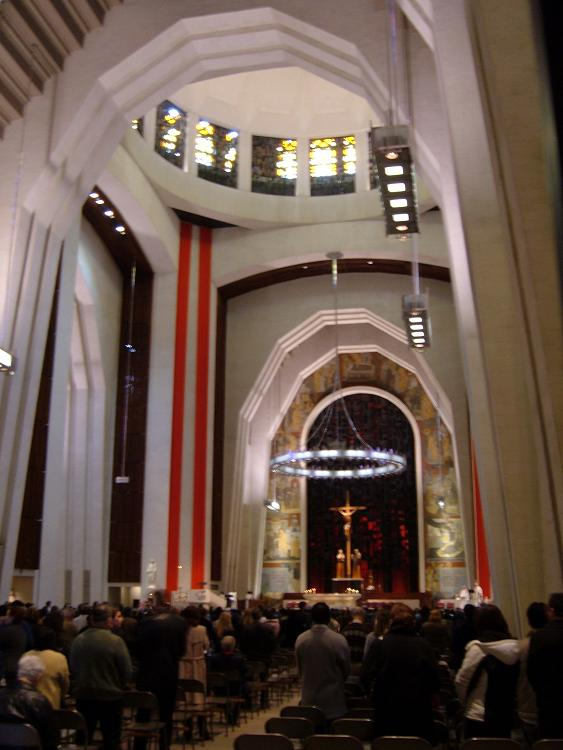
Binnenaanzicht van de basiliek
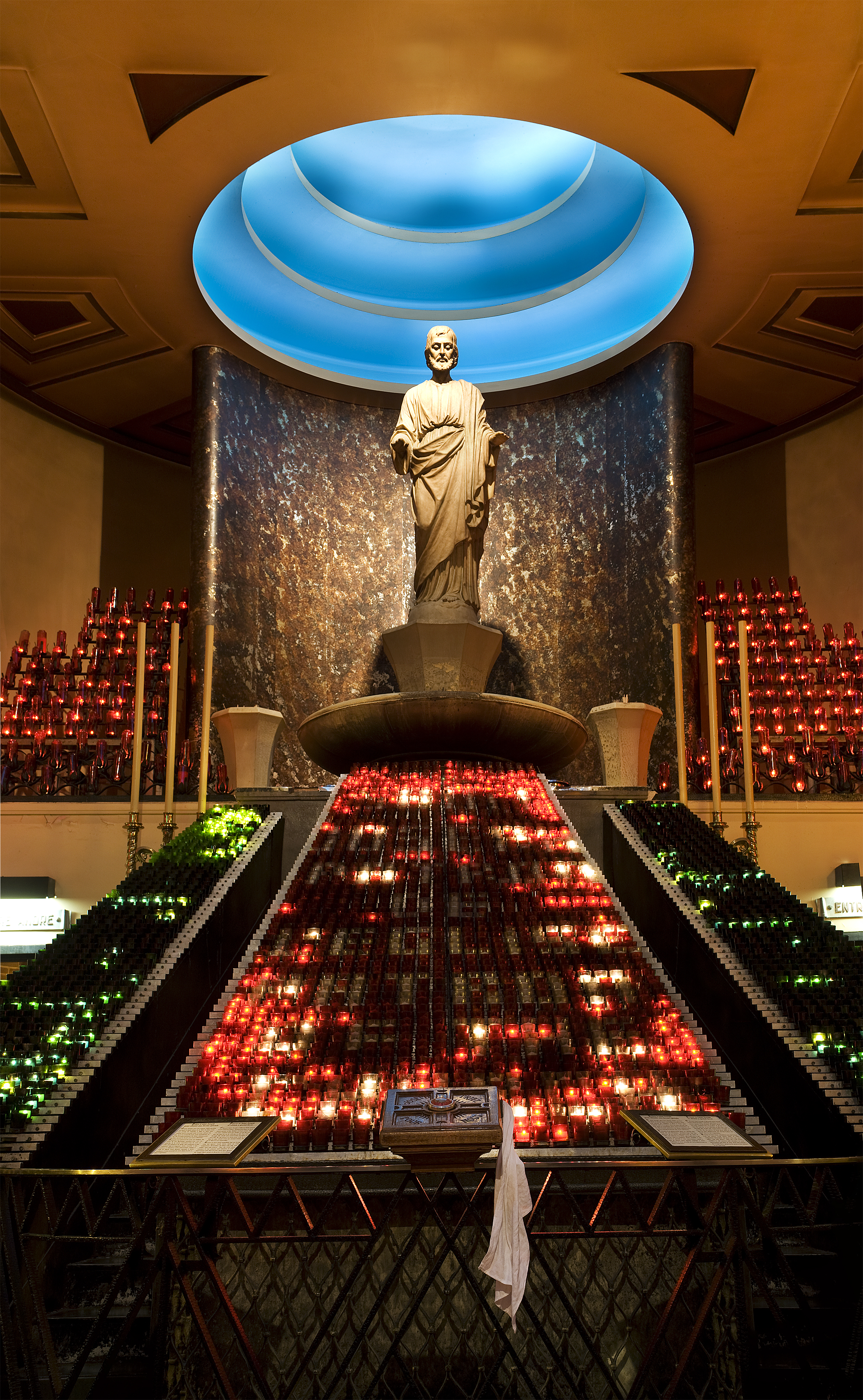
Tombe van broeder André in de basiliek
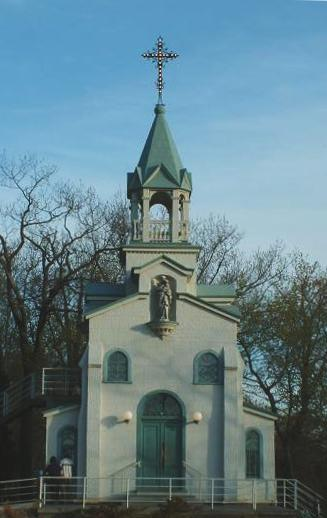
Oorspronkelijke kapel van broeder André